# Jordan Bachynski
Jordan Bachynski, né le 6 septembre 1989, à Calgary, au Canada, est un joueur canadien, ayant la nationalité polonaise, de basket-ball. Il évolue au poste de pivot.

## Palmarès
- All-NBA D-League Third Team 2016
- NBA D-League All-Defensive Team 2016
- NBA D-League All-Star 2016
- Second-team All-Pac-12 2014
- Défenseur de l'année de la Pacific-12 Conference 2014
- Pac-12 All-Defensive Team 2014
- Meilleur contreur NCAA 2014